# Lepidophyma reticulatum
Espèce
Synonymes
- Lepidophyma flavimaculatum reticulatum Taylor, 1955

Statut de conservation UICN

 LC  : Préoccupation mineure
Lepidophyma reticulatum est une espèce de sauriens de la famille des Xantusiidae.

## Répartition
Cette espèce est endémique du Costa Rica.

## Publication originale
- Taylor, 1955 : Additions to the known herpetological fauna of Costa Rica with comments on other species. No. II. Kansas University Science Bulletin, vol. 37, n. 1, p. 499-575 (texte intégral).